# Melodon
Il melodonte (gen. Melodon) è un mammifero carnivoro estinto, appartenente ai mustelidi. Visse nel Miocene superiore/Pliocene inferiore (circa 8 - 5 milioni di anni fa) e i suoi resti fossili sono stati ritrovati in Asia.

## Descrizione
Questo animale era di dimensioni medio-piccole, e la taglia doveva essere leggermente inferiore a quella dell'odierno tasso (Meles meles). L'aspetto doveva essere molto simile a quello dei tassi odierni, ma possedeva un cranio più appiattito e un processo mastoide della mandibola meno prominente. Melodon possedeva quattro premolari e il carnassiale superiore possedeva il denticolo anteriore del deuterocono più grande di quello posteriore, mentre nei tassi attuali la condizione è inversa. Il primo molare superiore era relativamente corto. Il talonide del carnassiale inferiore era meno allungato e aveva una dentellatura meno marcata dell'odierno tasso.

## Classificazione
Melodon major venne descritto per la prima volta da Otto Zdansky nel 1924, sulla base di resti fossili ritrovati in Cina in terreni del Miocene superiore/Pliocene inferiore. Altri fossili rinvenuti nell'isola di Ellesmere, nelle regioni artiche del Canada, e risalenti al Pliocene inferiore, sono stati attribuiti a una nuova specie, M. sotnikovae; tuttavia, è probabile che questa specie sia ascrivibile a un nuovo genere.
Melodon è un rappresentante dei mustelidi, in particolare appartiene alla sottofamiglia Melinae ed è considerato un probabile antenato dell'odierno tasso (genere Meles).